# بوتان ایرلاینز
بوتان ایرلاینز (به انگلیسی: Bhutan Airlines) یک شرکت هواپیمایی با کد یاتا B3 است که در سال ۲۰۱۱ میلادی تأسیس شده و در تاریخ ۷ دسامبر ۲۰۱۱ فعالیتش را آغاز کرده‌است.
دفتر مرکزی بوتان ایرلاینز در تیمفو، بوتان واقع شده‌است و به ۵ مقصد، پرواز مستقیم انجام می‌دهد.